# Reginaldo III de Borgoña
Reginaldo III (c. 1093-1148; en francés Renaud III de Bourgogne) fue conde de Borgoña, de Mâcon y de Vienne.

## Biografía
Hijo de Esteban I de Borgoña y Beatriz de Lorena. Al morir su padre en Tierra Santa durante la segunda Batalla de Ramla, le sucedió en 1102 cuando tenía nueve años en los títulos de conde de Vienne, y junto con su hermano Guillermo como conde de Mâcon.
En 1119 su tío Guido de Borgoña se convirtió en Papa con el nombre de Calixto II.
En 1127, fue nombrado conde palatino de Borgoña, tras el asesinato de su primo Guillermo III de Borgoña. Proclamó su independencia del emperador del Sacro Imperio Romano Germánico  Lotario III, pero fue derrotado por el rey Conrado III y obligado a renunciar a todas sus tierras al este del  Jura. El nombre de la región Franche-Comté se deriva de su título Franco Condado, que significa "condado libre".

## Matrimonio y descendencia
Hacia 1130, contrajo matrimonio con Ágata de Lorena (m. 1147), hija de Simón I, duque de Lorena.
Tuvieron por hija a Beatriz de Borgoña (c. 1145 - 15 de noviembre de 1184), que se casó con el emperador Federico I Barbarroja en 1156. Beatriz se convirtió en condesa de Borgoña al morir su padre.